# Brazo Chino, 2300AD
El Brazo Chino se refierene a una de las regiones espaciales ficticias, existentes en el universo del juego de rol 2300 AD. El Brazo Chino es una de las 4 regiones que han sido colonizadas por los terrícolas.

## Historia
El Brazo Chino comienza en Delta Pavonis y se extiende por dos ramas principales. Una de ellos conecta a Beta Hydri, Zeta Tucanae, Rho Eridani y 82 Eridani, todos territorios de primera para su colonización. La otra conecta a través de dos estrellas enanas rojas (Xiuning y Hunjiang) a los mundos "jardín" de Tau Ceti, Epsilon Eridani y Omicron2 Eridani donde Manchuria estableció una colonia en 2208 después de 10 años de una exploración preliminar.
La colonización del Brazo Chino ha sido, en grandes rasgos, exitosa, hay una gran cantidad de sistemas que todavía tienen que ser explorados y colonizados. Un problema que ha dado la cara recientemente en el Brazo, ha sido una serie de bombazos terroristas en varias localidades. No hay un patrón discernible de los ataques, y nadie ha reclamado la responsabilidad, tampoco se han hecho demandas. Las autoridades especulan que los ataques han sido efectuados por una especie de grupo anarquista.

## Dedos
El Brazo Chino se extiende indefinidamente. Partiendo de la "línea" principal encontramos "dedos" que han sido explotados por naciones menores que buscan mundos para establecerse y explorar.

### Dedo Latino
Es una línea finita del espacio que se extiende desde Epsilon Eridani hasta Procyon antes de llegar a un callejón sin salida. Paradójicamente, la ruta hacia Procyon (relativamente cercano a la Tierra) es en términos generales una de las más largas en su recorrido. La expedición que sirvió para colonizar Omicron2 Eridani (40 Eridani) fue conjuntamente organizada y apoyada por México y Argentina, y este mundo sirve de acceso a los mundos latinos: DM-3° 1123 (BD-3° 1123) (República Inca, Texas y Life Foundation), y Procyon (Brasil).

### Dedo Canadiense
Los exploradores canadienses fueron los primeros en cartografiar el sistema de DM+20 5046, un distante pero atractivo sistema. En concordancia para apoyar sus esfuerzos de colonización. Canadá encontró necesario establecer una serie de "puestos de avanzada" en DM+19°5116 (EQ Pegasi) y DM+15°4733 (DM+15°4733) para ofrecerle servicio a las naves viajando por ahí. La serie de sistemas es llamada el Dedo Canadiense. El dedo también conduce a un relativamente placentero mundo en AC+17°534-105.

## Mundos coloniales
Existen un total de 11 mundos coloniales en el Brazo Chino. Muchos de ellos fueron colonizados sin tener como objetivo específico más que el producir materiales para sus países madre, pero también simplemente el realzar esas naciones como sociedades progresivas.

### Delta Pavonis -Cold Mountain
La primera rama principal del Brazo Chino sucede en el sistema Delta Pavonis. Delta Pavonis es una etrella G8-V la cual su sistema consiste en dos anillos de asteroides seguidos de dos planetas. El planeta más exterior es un gigante gaseoso; el otro es un mundo colonial llamado Cold Mountain (Han Shan en chino). Cold Mountain tiene un diámetro de solo 10,250 km y una atracción gravitacional de 0.83 en su superficie. Originalmente se establecerón dos colonias en el mundo, una manchur y la otra japonesa, pero la colonia japonesa finalmente fallo. Cold Mountain está nombrado convenientemente por su alto porcentaje de oxígeno atmosférico (39%), cualquier chispa o flama puede causar un fuego increíble, y a esto se le debe sumar que, el agua y el suelo del mundo son altamente ácidos. La colonización es solo posible sobre los 2,438 m de altitud, donde una atmósfera más fina mejora tales efectos. En una adaptación a los peligros del medio ambiente, la vida local ha tomado algunas muy peligrosas formas (por decir un ejemplo, "moscas navaja", algo como astillas de vidrio vivientes que cabalgan los vientos). Debido a sus peligros compartidos, los colonos manchúes tienden a ser un manojo de clanes. Es inusual para miembros de otras naciones que sean aceptados. Han Shan es una colonia minera.

### Beta Hydri -Daikoku
Daikoku es el segundo de 10 planetas que orbitan alrededor de Beta Hydri, una estrella G1-IV que se encuentra entre Delta Pavonis y Zeta Tucanae. Daikoku es circundando por tres lunas. El mundo tiene un diámetro cercano a los 21,000 km, pero la gravedad de su superficie es de tan solo 0.66 G. El 39% de su superficie está cubierta por agua (incluyendo el hielo de las capas polares). El planeta está considerado como un viejo mundo jardín. Ha sido colonizado por Japón y por Arabia y también se han establecido puesto de avanzada por parte de la AstronomischenRechen-Institut y de la Accademia dei Lincei. También contiene unos pocas ruinas eber.

### Zeta Tucanae -Syuhlahm
Localizado a dos sistemas del mundo hogar de los Eber en 82 Eridani, justo entre Beta Hydri y Rho Eridani, se encuentra el sistema Zeta Tucanae. Zeta Tucanae es una estrella G2-V con cuatro planetas y Syuhlahm es su segundo. El mundo es hogar para dos colonias - Chyuantii (manchur) y Lihngtou (cantonesa), así como de un número de asentamientos, más notablemente, uno de Japón, uno de Vietnam y uno de la Foundation for Practical Knowledge. Syuhlahm exporta productos minerales y agrícolas, pero es bien conocido por su ecología muy alienígena en la cual, ambas, analogía-animal y analogía-vegetal presentan uniones al azar de una gama de estructuras vivientes independeintes tales como "hojas", "piernas", "torsos" y "sensores".

### Rho Eridani -Heidelsheimat
Rho Eridani es una estrella K2-V en un sistema binario que también contiene a DM-56 328, una estrella K5-VE con dos planetas. El sistema se encuentra entre Zeta Tucanae y 82 Eridani, hogar de la raza Eber. Rho Eridani sostiene a cinco planetas; Heidelsheimat es su segundo. Heidelsheimat tiene un diámetro de apenas menos de 14,000 km pero la gravedad en su superficie es de solo 0.44 G (lo que indica que su densidad es muy baja). Fue colonizado por Baviera (estos colonos rehusaron ser parte de la reunificación alemana), Texas y la República Inca. El mundo es conocido por las ruinas de una colonia Eber que alguna vez se localizó ahí y por el número de un tipo de plantas que son irritantes o peligrosas para los colonos humanos.

### Epsilon Indi -Chengdu
Epsilon Indi, una estrella K1-V que se encuentra justo apenas fuera de la ruta principal del Brazo Chino, y usualmente se llega viajando desde Xiunin. Su mundo colonial, Chengdu, tiene una gravedad de 1.12 G en su superficie y es apenas más grande que la Tierra. Tiene cuatro continentes principales. La colonización se realizó por el esfuerzo conjunto de Manchuria, Canadá y Nigeria, y también por individuos de una multitud de otras naciones. El mundo es caracterizado por montañas rugosas, apacibles lluvias y árboles gigantes. Su principal exportación es la minería, pero algunos productos industriales y agrícolas también se embarcan al exterior del planeta.

### Tau Ceti -Kwantung
Kwantung es uno de siete mundos que orbitan alrededor de Tau Ceti, una estrella G8-V en la rama del Brazo Chino que va a Epsilon Eridani y Haifeng. La gravedad en su superficie es de 0.98 G y tiene un diámetro aproxímado de 10,000 km. La atmósfera contiene una abundancia de argón, haciendo unas hermosas exhibiciones flourescentes durante las tormentas eléctricas. Manchuria y México tienen colonias en el planeta, pero hay una gran resistencia a que se creen otras colonias. Las condiciones en las colonias de Kwantung, están algo primitivas comparándolo con otros mundos.

### Epsilon Eridani-Dukou
Dukou es el primer planeta circundando a Epsilon Eridani, una estrella K5-V entre Tau Ceti y Omicron2 Eridani. El mundo tiene un diámetro cercano a los 17,000 km y una gravedad superficial de 1.57. Fue colonizado por Manchuria, pero también hay un gran número de ciudadanos Franceses, Mexicanos y Canadienses. Un mundo de hielo con atmósfera, Dukou sirvió primero como una colonia penal dedicada a la minería de un suedohongo por debajo de la capa de hielo. El "hongo" es útil en la producción de ciertas medicinas, en especial a un grupo de antibióticos.

### Omicron2 Eridani-Montana
Omicron2 Eridani es una estrella K1-V que se encuentra entre DM-3 1123 y Epsilon Eridani. El sistema contiene seis planetas y dos cinturones de asteroides. Montaña es el segundo de los seis mundos. Su diámetro es de apenas más de 11,300 km y la gravedad en la superficie es de 0.98 G. Una luna orbita alrededor del mundo. El 90% de la superficie de Montaña está cubierta por agua, el 10% restante está dividido entre un continente y tres grandes islas. Es un mundo de muchos volcanes activos. Ambos, México y Argentina iniciaron colonias aquí, pero las dos colonias se han fusionado en una.

### DM-3 1123 -Austin's World
El Mundo de Austin es el primero de dos planetas que orbita alrededor de la estrella K3-V, DM-3 1123, que se encuentra al inicio del Dedo Latino. La gravedad en su superficie es de 1.25 G y su diámetro pasa los 13,500 km. El 90% de la superficie del mundo es agua, con solo un continente y unos cuantos archipiélagos. Es un mundo de frecuentes tormentas, debido al hecho de que tiene una inclinación sobre su eje cercana a los 90° y su año de 41 días causa rápidos y marcados cambios en los patrones de día/noche del mundo, haciendo una calefacción muy desigual. Hay tres colonias establecidas en el Mundo de Austin: una de Texas, una de la República Inca y una de la Life Fundation.

### Procyon -Paulo
Procyon es un sistema estelar binario que consiste en una estrella F5-IV (Procyon A) y una estrella F7 (Procyon B). Se encuentra en la frontera más lejana del Dedo Latino del Brazo Chino. Circundando a Procyon A hay cuatro planetas, los últimos dos, Paulo y Pedro, también se circundan uno al otro alrededor de su estrella. Paulo tiene una gravedad en su superficie de 0.99 G, cercano al tamaño y densidad de la Tierra, y también cercano a la proporción de tierra firme/agua. Existen cuatro continentes principales en Paulo, uno de ellos se encuentra en la región polar norteña. El mundo sostiene una coloniade Brasil y comercia muchas formas de vida exóticas. La colonia exporta algunos productos orgánicos de origen nativo.

### DM+20 5046 (Doris) -Doris (Kanata)
DM+20 5046 es una estrella K5-V en la frontera más lejana del Dedo Canadiense del Brazo Chino. Es orbitada por cuatro planetas, el segundo de los cuales es Doris, un planeta anillado. Doris tiene un diámetro de 12,000 km y una gravedad superficial de 0.81 G. El 80% de su superficie está cubierta por océanos. Grandes bosques flotantes se estiran desde la línea costera de su tierra firme a las aguas bajas continentales. El planeta fue colonizado por Canadá, con ayuda manchur, y hay pláticas para que los Sung establezcan un enclave en el mundo.

## Razas Alienígenas

### LosSung
La exploración y la construcción de asentamientos en el brazo fue lenta hasta el establecimiento de un puesto de avanzada en DM+1 4774 (BD+1 4774) en 2247. Apenas después de eso, una misión de exploración manchur fue enviada a DM+4 123 (97 G Piscium) y regreso con la electrificante noticia de que tal sistema estelar estaba habitado por una raza inteligente nativa, la primera encontrada por la humanidad. Muchas de las naciones de la Tierra acelerarón a abrir una variedad de contactos diplomáticos y culturales con la raza que los manchúes llamaron Sung. (En común con todas las razas inteligentes encontradas por la humanidad, su propio nombre para ellos simplemente se traduce como "ser humano.")
Los sung, como la humanidad, se dividen en una amplia variedad de grupos étnicos, grupos lingüísticos y grupos políticos. Sus naciones han competido por la supremacía diplomática y militar, aunque al tiempo del "contacto", la nación de Akcheektoon ha disfrutado de una clara supremacía que se extienden por 60 años al contacto con los manchúes, que ahora se refiere en la historia sung como la "Paz Akcheektoon".

### LosXiang
Sin embargo, la euforia inicial del contacto con los Sung se redujo considerablemente, cuando se descubrió que un satélite del mayor de los gigantes gaseosos del sistema "DM+4 123" contenía a otra raza inteligente indígena (los Xiang), considerablemente menos avanzado que los Sung (básicamente en la Edad de Piedra), y que eran explotados sin piedad por los akcheektoonianos. Los documentos en los campos de trabajo forzados mostraban altos rangos de mortandad en el mundo hogar de los xiang condujo a una extensa protesta pública en la Tierra, que participó en la "Guerra de los Esclavizadores" (2252-2255 DC).
Los principales participantes terranos en la guerra fueron Manchuria y Canadá, aunque también participaron fuerzas expedicionarias de otras naciones. Las primeras etapas de la guerra consistieron en una corta y efectiva demostración del impacto del impulsor estelar en acciones militares dentro de un sistema estelar. La pequeña flota akcheektooniana fue destruida virtualemte sin perdidas en las fuerzas terranas. La segunda etapa consistió en aterrizajes en el mundo de los xiang y de la reducción de las ahora aisladas bases akcheektoonianas. La tercera etapa de la guerra consistió en maniobras diplomáticas para forjar una coalición antiAkcheektoon en el mundo de los sung suficientemente fuerte para forzar al gobierno akcheektooniano la paz.
Después de concluir la guerra, ambas, Manchuria y Canadá establecieron enclaves en el territorio de Akcheektoon. Se han establecido extensas misiones educativas y de desarrollo en el mundo xiang, financiadas en gran parte por las reparaciones de Akcheektoon. Varias naciones sung tienen ahora, primitivos impulsores estelares, y hay planes en proceso de colonias sung en varios de los mundos del Brazo Chino.

### LosEber
Durante este mismo periodo (a mediados del siglo 23), exploradores y colonos en "Beta Hydri" encontraron ruinas de una colonia establecida alrededor de unos 4000 años antes de la llegada de los terranos. Otras ruinas de una colonia fueron encontradas en "Rho Eridani" unos años después.
Alrededor del tiempo en que concluyó la "Guerra de los Esclavizadores", una misión exploradora de la República Árabe Unida visitó "82 Eridani" y descubrió a los Ebers. Considerablemente menos avanzado que la humanidad, los ebers sin embargo estaban abiertos a un contacto limitado. Desde entonces, 2 principales enclaves coloniales se ha establecido en las regiones de llanos de Kormoron, en mundo de los eber.
La civilización eber visitó al menos otros tres mundos y estableció colonias en ellos, sólo para tener al grupo entero de mundos embrollados dentro de una masiva guerra termonuclear que destruyó dos colonias y atrapó a las restantes colonias de vuelta a una Edad de Piedra.